# Bénitier de chevet

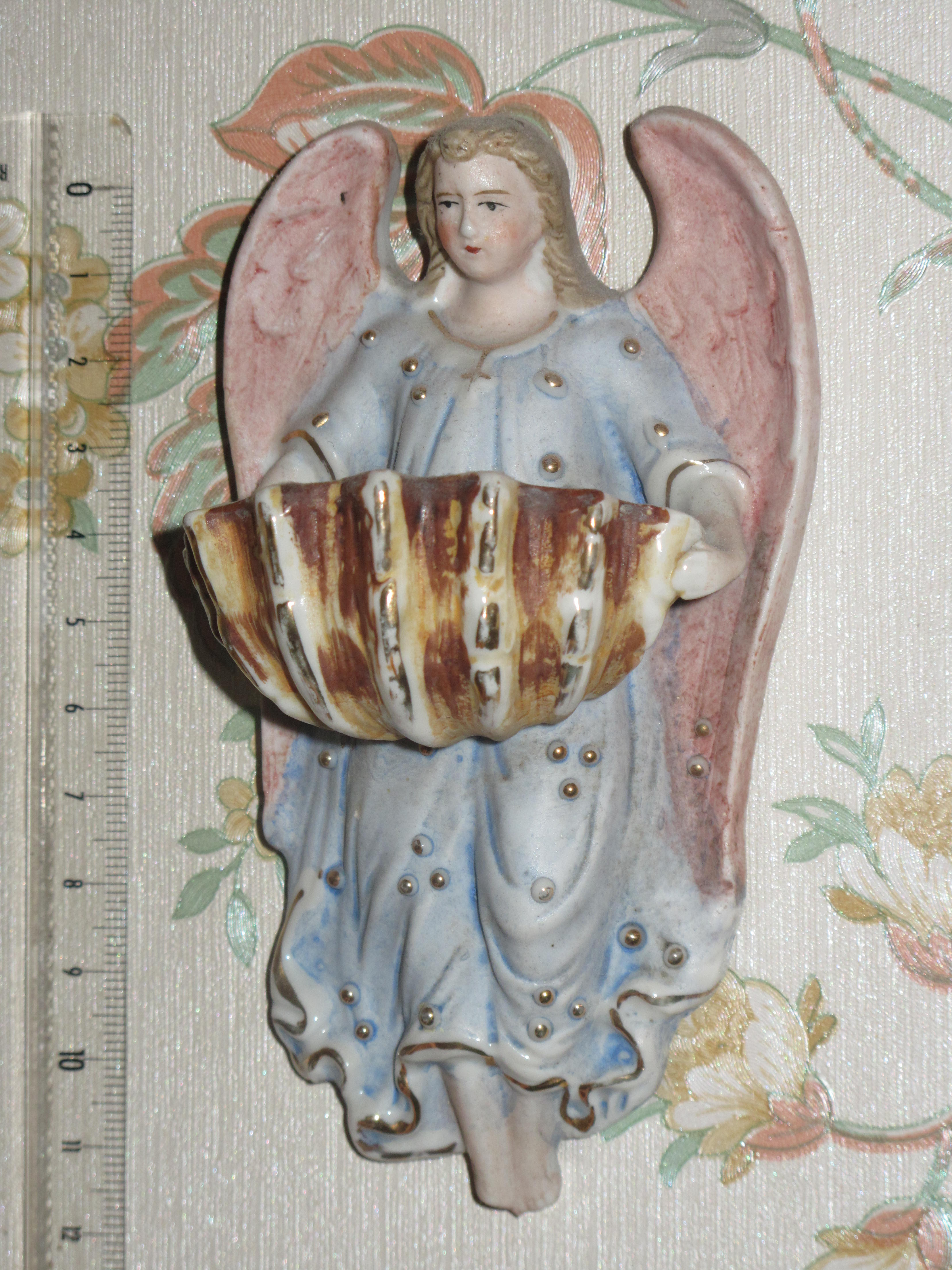
Bénitier de chevet provenant du sud-ouest de la France

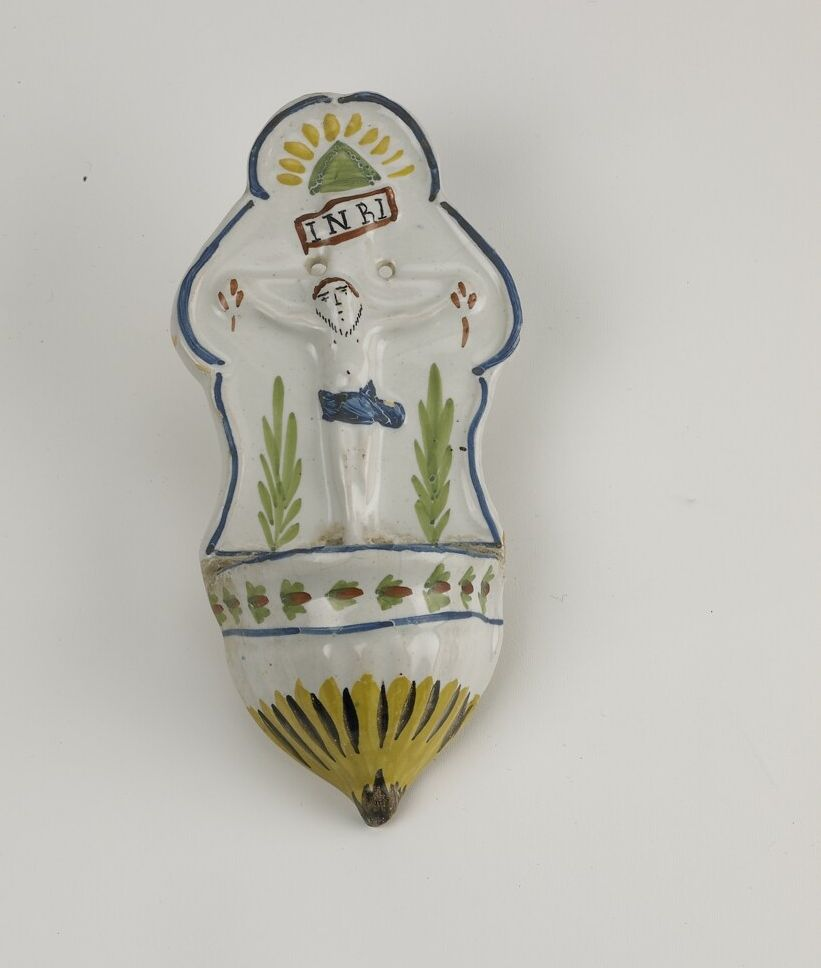
Bénitier d'applique, XIXe siècle, Collections Musées départementaux de la Haute-Saône.

Le bénitier de chevet est un bénitier de petite taille composé d’une petite vasque et d’une plaque décorée que les Catholiques suspendent à l’intérieur de leur maison, soit dans l’entrée, soit le plus souvent dans la chambre à coucher à la tête de leur lit. Ils y mettent quelquefois du buis bénit ou y suspendent un chapelet.
Le bénitier de chevet contient de l’eau bénite dont chacun se sert le matin pour se signer soi-même (en faisant un signe de croix) et le soir avant de se coucher.
Cette utilisation des bénitiers de chevet remonte aux premiers siècles de l’Église catholique et leur fabrication est toujours restée artisanale avec des matériaux plus ou moins précieux selon la fortune des gens (or, argent, faïence, bois et autres). Ils étaient décorés, peints à la main et représentaient le plus souvent Jésus en croix, la Vierge Marie, des anges ou autres sujets religieux.
En France, la plupart des bénitiers anciens ont été détruits ou ont disparu pendant la Révolution française en 1789 et les années suivantes en raison de la politique de déchristianisation.
À partir du XIXe siècle, de nombreux bénitiers ont été fabriqués en céramique. Certains étaient des pièces uniques portant le prénom et le nom du propriétaire car fabriquées à la commande et offerts en cadeau lors des baptêmes, des premières communions, confirmations et mariages.
En règle générale, les bénitiers étaient transmis de génération en génération mais leur utilisation s’est raréfiée en France après Première Guerre mondiale et la séparation de l’Église et de l’État en 1905. « Vendus par les colporteurs, les bénitiers passent de mode après 1918, avec l’urbanisation et la déchristianisation, l’épuisement des sites argileux, le renchérissement du bois et le déclin général de l’artisanat. »
De nos jours, les bénitiers de chevet font l’objet de collections d’amateurs en tant qu’objets d’art.

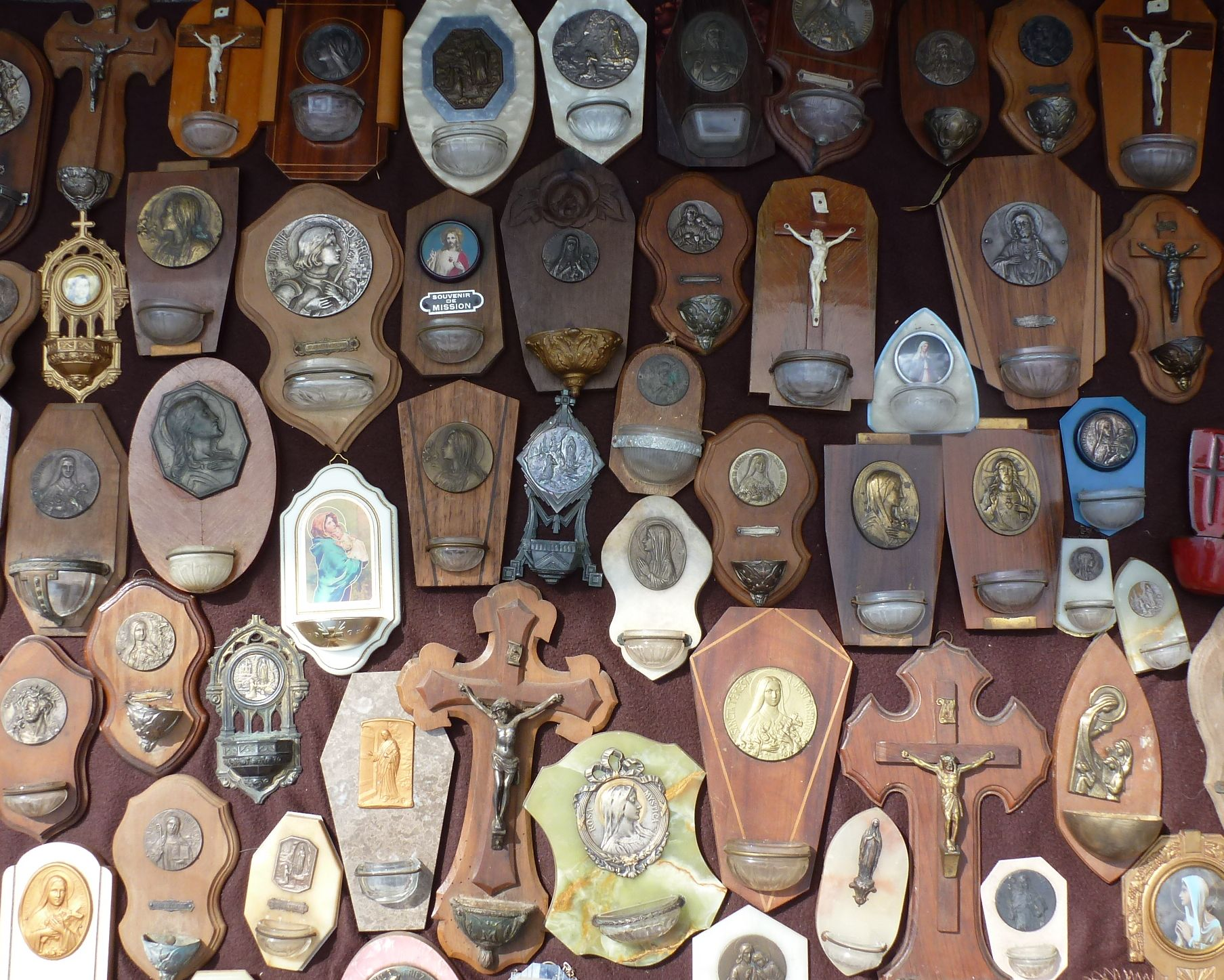
Bénitiers de chevet au marché au puces de Dorlisheim, Alsace.